# Dee Brown (historicus)
Dorris Alexander "Dee" Brown (Alberta, 29 februari 1908 – Little Rock, 12 december 2002) was een Amerikaanse romanschrijver en historicus. Veel van zijn historisch werk en ook van zijn romans handelen over facetten van de geschiedenis van de kolonisatie van het Wilde Westen, zoals de indianenoorlogen, de Amerikaanse Burgeroorlog en de spoorwegenaanleg. 
Zijn bekendste werk is Bury My Heart at Wounded Knee (1970), dat in het bijzonder handelt over de lotgevallen van de Noord-Amerikaanse indianen in de periode na 1860. In 1971 werd dit boek een bestseller. Veel lezers namen ten onrechte aan dat hij zelf ook van indiaanse afkomst wasn. 

## Historische publicaties
- Fighting Indians of the West (1948) met Martin F. Schmitt
- Trail Driving Days (1952) met Martin F. Schmitt
- Grierson's Raid (1954)
- Settlers' West (1955) met Martin F. Schmitt
- The Gentle Tamers: Women of the Old Wild West (1958)
- The Bold Cavaliers: Morgan's Second Kentucky Cavalry Raiders (1959); heruitg. Morgan's Raiders (1995).
- The Fetterman Massacre (1962)
- The Galvanized Yankees (1963, 1986)
- Showdown at Little Big Horn (1964)
- The Year of the Century: 1876 (1966)
- Bury My Heart at Wounded Knee: An Indian History of the American West (1970)
- Fort Phil Kearny: An American Saga (1971) heruitg. The Fetterman Massacre (1974)
- Andrew Jackson and the Battle of New Orleans (1972)
- The Westerners (1974)
- Hear That Lonesome Whistle Blow (1977)
- Wondrous Times on the Frontier (1991)
- The American West (1994) - een bloemlezing uit zijn werken met Schmitt
- Great Documents in American Indian History (1995)

## Nederlandse vertalingen
- Begraaf mijn hart bij de bocht van de rivier - de ondergang van de Indianen in Noord-Amerika (1971)